# Conrad Hilton

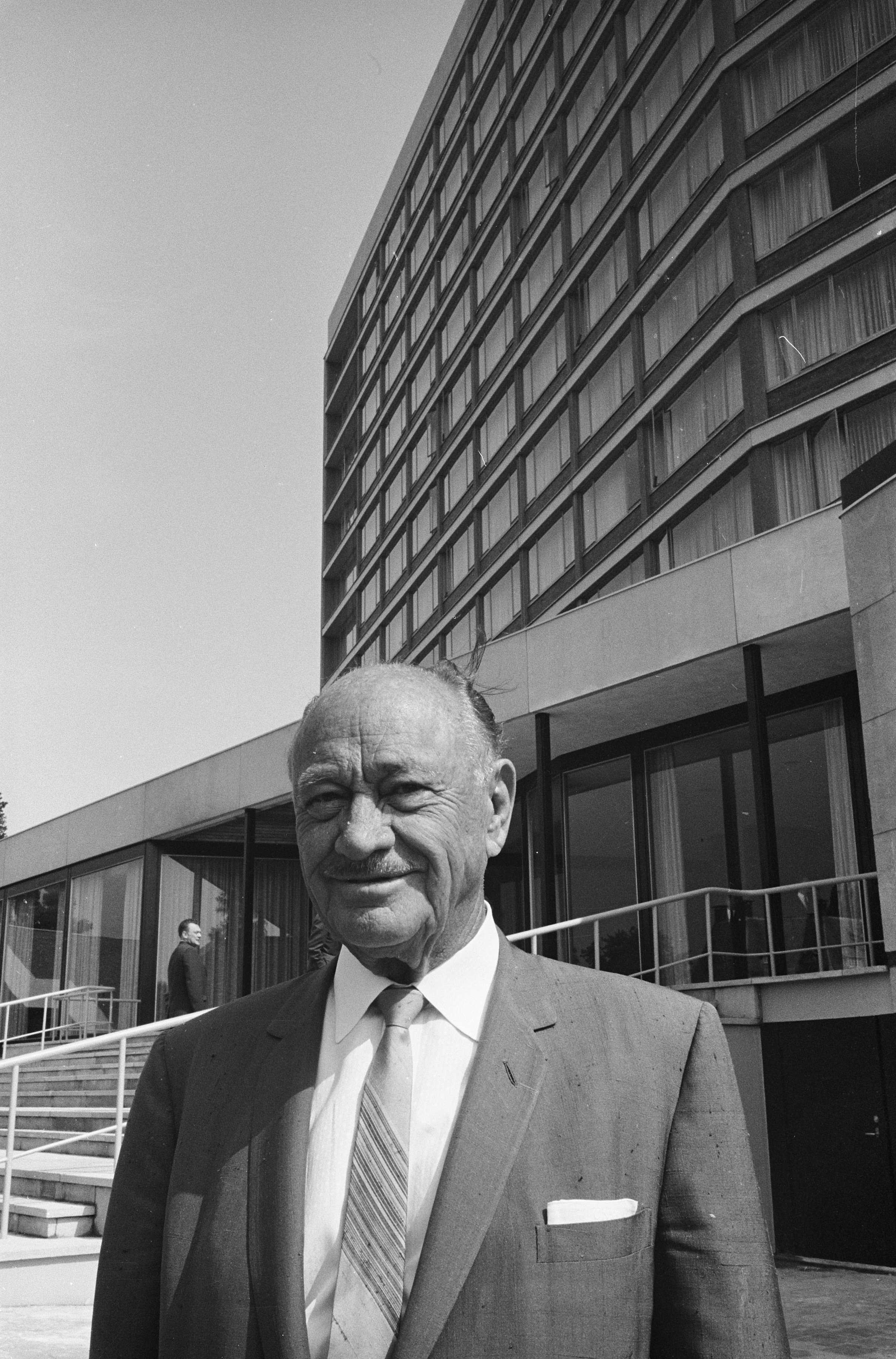
Conrad Hilton (1962).

Conrad Nicholson Hilton, född 25 december 1887 i San Antonio, Socorro County, New Mexico, död 3 januari 1979 i Santa Monica, Kalifornien, var en amerikansk företagsledare, grundare av den internationella hotellkedjan Hilton. 
Hans far var född i Norge och emigrerade till USA 1870. Hiltonsläkten kommer ursprungligen från en gård nära tätorten Kløfta i Ullensaker kommun norr om Oslo.
Hans mor var av tyskt ursprung.
Åren 1942–1947 var han gift med skådespelerskan Zsa Zsa Gabor. Han är farfars far till bland andra Nicky och Paris Hilton. 
Hans tillgångar, inklusive Hilton-hotellen, gick i enlighet med hans testamente nästan helt till romersk-katolska kyrkan och till välgörenhet, och hans barn fick nästan inget alls. Efter en lång arvstvist fick hans son Barron Hilton, som arbetat i Hilton-koncernen bland annat som verkställande direktör, en del av arvet medan hans syskon förlorade sina tvister. Efter Conrad Hiltons död har Hilton-familjen således bara ägt en obetydlig andel i hotellkoncernen. Enligt brittiska The Times (2005) uppgår Hilton-familjens sammanlagda andel av aktiekapitalet i HHC, hotellkoncernens moderbolag, bara till 5 procent.
Under tredje säsongen av TV-serien Mad Men porträtteras Conrad Hilton av skådespelaren Chelcie Ross. Han dyker upp som en överraskande klient åt huvudpersonen Don Draper (Jon Hamm).